# فريدريك بوم (أستاذ جامعي)
فريدريك بوم (بالألمانية: Friedrich Böhm)‏ هو رياضياتي وأستاذ جامعي ألماني، ولد في 15 أغسطس 1885 في هاربورغ في ألمانيا، وتوفي في 25 أغسطس 1965.